# Biadgelegn Elias
Biadgelegn Elias (ur. 24 maja 1988 w Arba Myncz) – piłkarz etiopski grający na pozycji środkowego obrońcy.

## Kariera klubowa
Swoją karierę piłkarską Biadgelegn rozpoczął w klubie Sidama Coffee SC z miasta Auasa. W jego barwach zadebiutował w 2008 roku w pierwszej lidze etiopskiej. W 2012 roku przeszedł do Saint-George SA. W sezonach 2013/2014, 2014/2015 i 2015/2016 wywalczył z nim trzy mistrzostwa Etiopii, a w sezonie 2015/2016 zdobył też Puchar Etiopii. W latach 2016/2017 grał w Jimma Aba Buna SC, w latach 2017-2018 w Woldya City FC, w latach 2018-2020 w Mekelle 70 Enderta FC, a w latach 2020-2021 w Sebeta City FC.

## Kariera reprezentacyjna
W reprezentacji Etiopii Biadgelegn zadebiutował 29 lutego 2012 roku w zremisowanym 0:0 meczu kwalifikacji do Pucharu Narodów Afryki z Beninem.. W 2013 roku został powołany do kadry na Puchar Narodów Afryki 2013. Od 2012 do 2014 wystąpił w kadrze narodowej 16 razy.